# Vedbo och Ydre kontrakt
Vedbo och Ydre kontrakt var ett kontrakt i Linköpings stift inom Svenska kyrkan. Kontraktet ombildades 1 januari 2017 till Smålandsbygdens kontrakt och utökades samtidigt.
Kontraktskoden var 0215.

## Administrativ historik
Kontraktet bildades omkring 1992
från Norra Vedbo kontrakt
- Bredestads församling som 2006 uppgick i Aneby församling
- Askeryds församling
- Marbäcks församling som 2006 uppgick i Aneby församling
- Bälaryds församlings om 2006 uppgick i Aneby församling
- Frinnaryds församling
- Lommaryds församling
- Vireda församling som 2006 uppgick i Haurida-Vireda församling
- Haurida församling som 2006 uppgick i Haurida-Vireda församling
- Linderås församling
- Adelövs församling
- Säby församling

från Ydre och Södra Vedbo kontrakt
- Asby församling som 2009 uppgick i Norra Ydre församling
- Torpa församling som 2009 uppgick i Norra Ydre församling
- Norra Vi församling som 2009 uppgick i Norra Ydre församling
- Sunds församling som 2009 uppgick i Sund-Svinhults församling
- Västra Ryds församling
- Svinhults församling som 2009 uppgick i Sund-Svinhults församling
- Eksjö församling
- Höreda församling
- Mellby församling
- Hults församling
- Edshults församling
- Ingatorps församling uppgick 2005 i Ingatorp-Bellö församling
- Bellö församling uppgick 2005 i Ingatorp-Bellö församling
- Norra Solberga församling uppgick 2007 i Norra Solberga-Flisby församling
- Flisby församling uppgick 2007 i Norra Solberga-Flisby församling
- Tidersrums församling överfördes 1962 till Kinds och Åtvids kontrakt

Ydre och Södra Vedbo kontrakt hade i sin tur bildats 1943 av Ydre kontrakt och Södra Vedbo kontrakt
2008  tillfördes från Sevede och Aspelands kontrakt
- Hässleby församling som 2010 uppgick i Hässleby-Kråkshults församling
- Kråkshults församling som 2010 uppgick i Hässleby-Kråkshults församling

## Kontraktsprostar
| Verksam   | Namn            | Levnadstid | Övrigt                         |
| --------- | --------------- | ---------- | ------------------------------ |
| 1982–1984 | Bengt Nordfeldt | 1929–      | Kyrkoherde i Eksjö församling. |